# Nikopol (Isjum)
Nikopol (ukrainisch Нікополь; russisch Никополь) ist ein Dorf im Südosten der ukrainischen Oblast Charkiw mit 588 Einwohnern (2020).
Das Dorf liegt auf einer Höhe von 85 m am rechten Ufer des Suchyj Torez, einem 97 Kilometer langen linken, Nebenfluss des Kasennyj Torez, zehn Kilometer östlich vom ehemaligen Rajonzentrum Barwinkowe und 170 Kilometer südöstlich vom Oblastzentrum Charkiw. Das Dorf nahe der Grenze zur Oblast Donezk besitzt eine Bahnstation an der Bahnstrecke Poltawa–Rostow zwischen Slowjansk und Losowa.
Am 12. Juni 2020 wurde das Dorf ein Teil der Stadtgemeinde Barwinkowe im Rajon Barwinkowe; bis war es ein Teil der Landratsgemeinde Hussariwka im Südosten des Rajons Barwinkowe.
Am 17. Juli 2020 wurde der Ort ein Teil des Rajons Isjum.